# Haitón II de Armenia
Haitón II (también transcrito Hethoum, Hetoum, Het'um; en armenio: Հեթում Բ; 1266-17 de noviembre de 1307) fue rey del reino armenio de Cilicia, gobernando desde 1289 a 1293, 1295 a 1296 y 1299 a 1303, mientras Armenia era un estado vasallo del Imperio mongol.

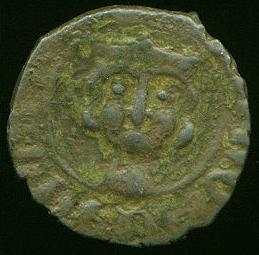
Moneda de Haitón II.

Renunció dos veces con el fin de tomar los votos de la orden franciscana, sin dejar de ser el poder detrás del trono como «Gran Barón de Armenia» y después como regente de su sobrino. Fue el hijo de León II de Armenia y Keran de Lampron, y fue parte de la dinastía hetumiana, siendo el nieto de Haitón I, que había sometido Cilicia a los mongoles en 1247. Fue asesinado con su sobrino y sucesor León III por el general mongol Bilarghu, quien más tarde sería ejecutado por este acto por el ilkan mongol de Persia Öljeitü.

## Primer reinado
Desde 1247, el Reino Armenio de Cilicia había sido un estado vasallo del Imperio Mongol por un acuerdo del abuelo de Haitón II, Haitón I. Como parte de esta relación, la Cilicia Armenia suministraba rutinariamente tropas auxiliares a los mongoles, cooperando en las batallas contra los mamelucos .
Haitón II llegó al trono con veinte años. El país estaba en una posición precaria entre las potencias dominantes, tratando de mantener el equilibrio entre las relaciones amistosas con los cruzados europeos y con el Imperio bizantino, la agresión del Sultanato de Rum, el vasallaje al Imperio mongol, y la amenaza de los mamelucos egicios. Las Cruzadas habían perdido el apoyo europeo, y las fuerzas islámicas estaban reconquistando las tierras que habían perdido ante los cruzados.
En 1289 llegaron los Franciscanos espirituales a misionar en Armenia. Habían sido encarcelados en Italia por denunciar los lujos de la Iglesia, pero encontraron el favor de la corte armenia.
In 1292, la Cilicia Armenia fue invadida por el sultán mameluco egipcio Jalil, que ya había conquistado el Reino de Jerusalén en 1291. 
En 1293, Haitón abdicó en favor de su hermano Teodoro III, y entró en el monasterio franciscano de Mamistra. Sin embargo, permaneció políticamente en activo, negociando con el egipcio Ketbougha el retorno de prisioneros y de algunas reliquias saqueadas a la Iglesia.

## Segundo reinado
In 1295, Teodoro III pidió a Haitón que volviera al trono para renovar la alianza mongol. Haitón viajó a la capital mongol y consiguió la ayuda deseada, volviendo a Armenia. En 1296, recibió una oferta de alianza matrimonial del Imperio Bizantino para casar a su hermana Rita con Miguel IX Paleólogo, por lo que marchó con Teodoro a Constantinopla, dejando como regente a Sempad, hermano de ambos. Sin embargo, durante su ausencia, Sempas usurpó el trono, con ayuda de otro hermano, Constantino. Haitón y Teidoro fueron capturados en Cesarea a su regreso, e internados en prisión. Haitón fue parcialmente cegado por cauterización, y Teodoro fue asesinado en 1298. Entonces, Constantino se volvió contra Sempad, usurpó el trono para sí mismo, y liberó a Haitón.

## Tercer reinado

1299/1300 Mongol offensive in the Levant

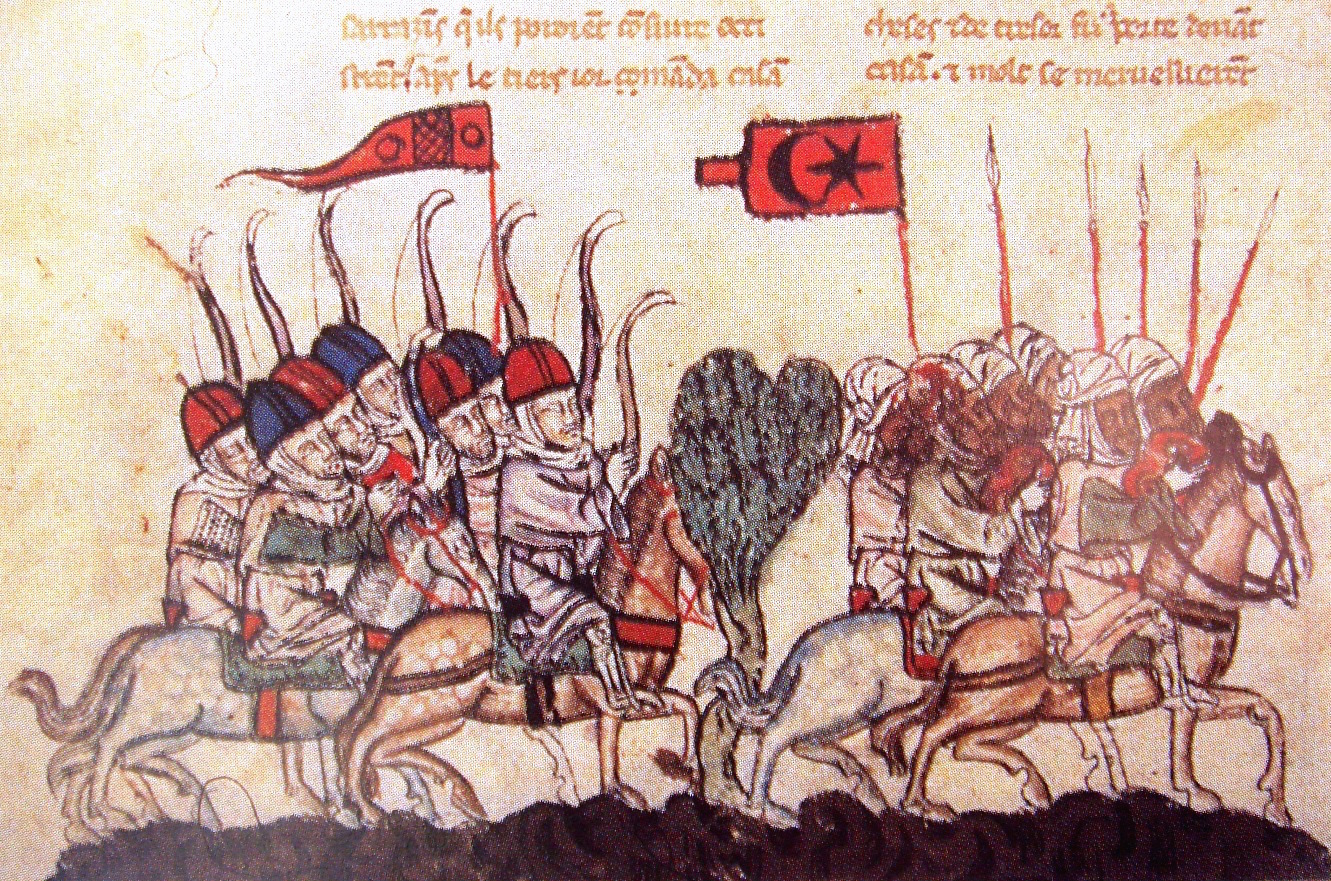
The Armenians fought with the Mongols (left) and vanquished the Mamluks (right) at the 1299 Battle of Homs. (History of the Tatars)

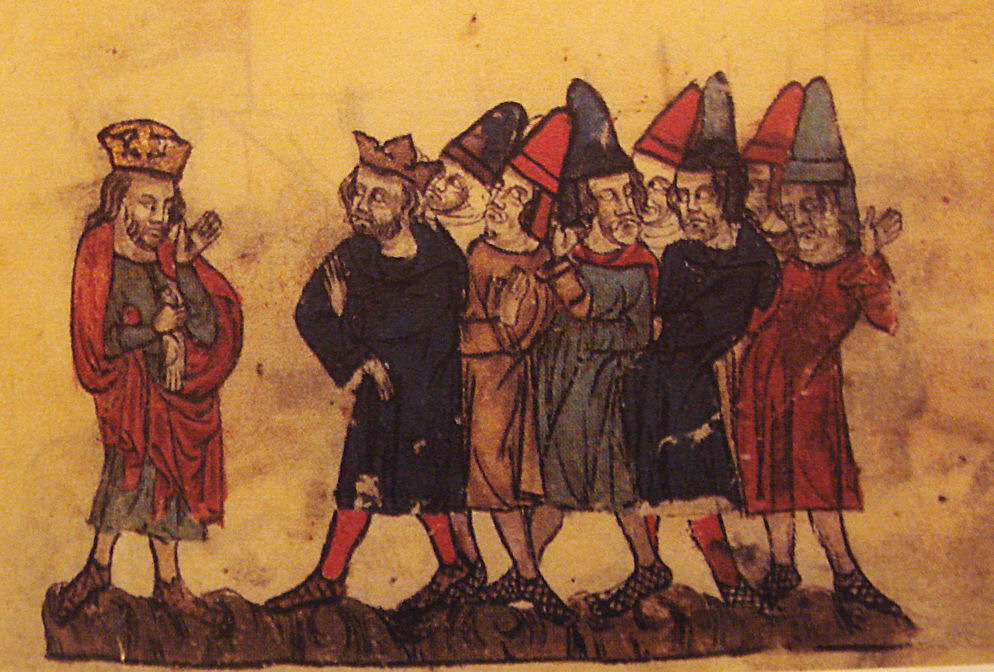
Hethum II (left) parting from Ghazan and his Mongols in 1303 (History of the Tatars)

En 1299, Haitón, recuperada parcialmente la visión, expulsó a Constantino, reasumió la corona, solicitó de nuevo ayuda a los mongoles de Ghazan, y luchó contra los mamelucos en Siria. Las fuerzas combinadas lograron una gran victoria en diciembre de 1299 en la Batalla de Homs (1299), tomando Damasco, y Haitón recuperó los territorios armenios que había perdido contra los mamelucos.
Pocos meses después, los mongoles se retiraron al norte, y los mamelucos recuperaron Palestina, con poca resistencia. Las ganancias de Haitón fueron de poca duración, ya que en 1303 los mamelucos contraatacaron desde Egipto, derrotándole en Homs el 30 de marzo en la decisiva Batalla de Marj al-Suffar. Esta campaña es considerada como la última gran invasión mongola de Siria. Haitón se retiró a la corte de Ghazan en Mosul y de nuevo renunció a la corona. Como su hermano había muerto en 1298, el título pasó al hijo de Teodoro III, León III.  Haitón se retiró al monasterio, aunque retuvo el cargo de regente de Armenia, ya que su sobrino no era adulto todavía.

## Últimos años

The Armenian Kingdom of Cilicia, 1199–1375

En 1304, los mamelucos continuaron el asalto de la Cilicia Armenia, y recuperaron los territorios que habían adquirido los armenios durante la invasión mongola.
Según los relatos árabes y persas contemporáneos, el 17 de noviembre de 1307, Haitón fue convocado a un encuentro con el general mongol Bilarghu, un musulmán devoto, en un campamento junto a la ciudad de Anazarba, al que acudió con 40 nobles, y con su sobrino León III, pero Bilarghu, que sospechaba de las intenciones de los armenios, ordenó la masacre de sus invitados. Sin embargo, el sucesor de Armenia, Oshiun, informó de lo sucedido al khan mongol Öljeitü, quien, disconforme con la traición de su general. ordenó su ejecución, y confirmó su apoyo al rey Oshin.